# Amiche (Cristiano Malgioglio)
Amiche è il nono album di Cristiano Malgioglio, pubblicato nel 1991 dalla Dischi Ricordi.
Il disco ha ottenuto ottimo successo all'estero, specie in Spagna e America Latina, dove è stato stampato in lingua spagnola e ristampato in diverse edizioni nel corso degli anni. Nel 2003 è stato ristampato anche in Italia, col nuovo titolo Cristiano Malgioglio canta Roberto Carlos, ma non ha ricevuto molto riscontro di pubblico.
Come già detto si tratta di un disco di duetti ma, tuttavia, contiene un brano che Malgioglio canta da solista: Tu non ti scordar di me. I brani Ex innamorati e Briosa malinconia sono stati scritti insieme allo scrittore Alberto Bevilacqua.

## Tracce
1. Amica (duetto con Milva) (C. Malgioglio, Roberto Carlos Braga, Erasmo Carlos, W. Molco)
2. Notte madrilena (duetto con Sylvie Vartan) (C. Malgioglio, R. Carlos Braga, E. Carlos, W. Molco)
3. Cavalcata (duetto con Lara Saint Paul) (C. Malgioglio, R. Carlos Braga, E. Carlos, W. Molco)
4. Gli zingari d'oriente (duetto con Aida Cooper) (C. Malgioglio, R. Carlos Braga, E. Carlos)
5. Ex innamorati (duetto con Rita Pavone) (C. Malgioglio, Alberto Bevilacqua, M. Duboc, C. Colla)
6. La gelosia (duetto con Iva Zanicchi) (C. Malgioglio, R. Carlos Braga, E. Carlos, Hartford)
7. Io ti propongo (duetto con Mersia) (C. Malgioglio, R. Carlos Braga, E. Carlos)
8. Briosa malinconia (duetto con Rosanna Fratello) (C. Malgioglio, E. Carlos, A. Bevilacqua, Marinha)
9. Rock'n coffee (duetto con Aida Cooper) (C. Malgioglio, R. Carlos Braga, E. Carlos, W. Molco)
10. Tu non ti scordar di me (C. Malgioglio, M. Sullivan, Paulo)

## Formazione
- Cristiano Malgioglio – voce
- Franco Cristaldi – basso
- Vito Mercurio – violino, programmazione, tastiera, pianoforte
- Cesare Malfatti – programmazione
- Beppe Gemelli – batteria
- Giorgio Cocilovo – chitarra
- Stefano Elli - Chitarra
- Stefano Previsti – tastiera, programmazione
- Enrico Gazzola – batteria
- Tano D'Antonio – batteria
- Nicola Calgari – sax
- Aida Cooper, Paola Folli, Paola Lepole, Marco Ferradini, Wanda Radicchi, Moreno Ferrara, Silvio Pozzoli – cori